# Spodiopogon cotulifer
Spodiopogon cotulifer là một loài thực vật có hoa trong họ Hòa thảo. Loài này được (Thunb.) Hack. miêu tả khoa học đầu tiên năm 1889.